# Petneháza
Petneháza là một thị trấn thuộc hạt Szabolcs-Szatmár-Bereg, Hungary. Thị trấn này có diện tích 24,2 km², dân số năm 2010 là 1822 người, mật độ 75 người/km².